# UFC 236
UFC 236: Holloway vs. Poirier 2 — турнир по смешанным единоборствам, проведённый организаций Ultimate Fighting Championship 13 апреля 2019 года на спортивной арене «State Farm Arena» в городе Атланта, штат Джорджия, США.
В главном бою вечера Дастин Пуарье победил Макса Холлоуэя единогласным решением судей и завоевал временный титул чемпиона в лёгком весе.

## Результаты турнира
| Бой п/п                                     | Весовая категория     | Участники и результат боя | Участники и результат боя | Участники и результат боя | Способ победы                              | Раунд | Время | Прим.                                                                   |
| Основной кард (ESPN)                        |                       |                           |                           |                           |                                            |       |       |                                                                         |
| Бой 13                                      | Лёгкий вес            | Дастин Пуарье (#3)        | поб.                      | Макс Холлоуэй (ч)         | Единогласное решение (49–46, 49–46, 49–46) | 5     | 5:00  | Бой за титул временного чемпиона UFC в лёгком весе. Лучший бой вечера.  |
| Бой 12                                      | Средний вес           | Исраэль Адесанья (#5)     | поб.                      | Келвин Гастелум (#4)      | Единогласное решение (48–46, 48–46, 48–46) | 5     | 5:00  | Бой за титул временного чемпиона UFC в среднем весе. Лучший бой вечера. |
| Бой 11                                      | Полутяжёлый вес       | Халил Раунтри             | поб.                      | Эрик Андерс               | Единогласное решение (30–26, 30–26, 30–26) | 3     | 5:00  |                                                                         |
| Бой 10                                      | Полусредний вес       | Дуайт Грант               | поб.                      | Алан Джубан               | Раздельное решение (29–28, 27–30, 29–28)   | 3     | 5:00  |                                                                         |
| Бой 9                                       | Полутяжёлый вес       | Никита Крылов             | поб.                      | Овинс Сент-Прё (#12)      | Сдача, удушающий приём (удушение сзади)    | 2     | 2:30  |                                                                         |
| Предварительные бои (ESPN)                  |                       |                           |                           |                           |                                            |       |       |                                                                         |
| Бой 8                                       | Лёгкий вес            | Мэтт Фревола              | поб.                      | Джалин Тёрнер             | Единогласное решение (30–27, 30–27, 30–27) | 3     | 5:00  |                                                                         |
| Бой 7                                       | Наилегчайший вес      | Алешандри Пантожа (#5)    | поб.                      | Вилсон Рейс               | Технический нокаут (удары руками)          | 1     | 2:58  |                                                                         |
| Бой 6                                       | Полусредний вес       | Макс Гриффин              | поб.                      | Зелим Имадаев (д)         | Решение большинства (29–27, 29–27, 28–28)  | 3     | 5:00  | [ * 2 ]                                                                 |
| Бой 5                                       | Легчайший вес         | Халид Таха                | поб.                      | Бостон Сэлмон (д)         | Технический нокаут (удары руками)          | 1     | 0:25  |                                                                         |
| Ранние предварительные бои (UFC Fight Pass) |                       |                           |                           |                           |                                            |       |       |                                                                         |
| Бой 4                                       | Полусредний вес       | Белал Мухаммад            | поб.                      | Кёртис Миллендер          | Единогласное решение (29–27, 29–27, 30–26) | 3     | 5:00  |                                                                         |
| Бой 3                                       | Легчайший вес         | Монтел Джексон            | поб.                      | Андре Сухамтат            | Единогласное решение (30–26, 30–27, 29–27) | 3     | 5:00  |                                                                         |
| Бой 2                                       | Жен. наилегчайший вес | Полиана Ботелью           | поб.                      | Лорен Мёллер              | Единогласное решение (29–28, 29–28, 29–28) | 3     | 5:00  |                                                                         |
| Бой 1                                       | Легчайший вес         | Брэндон Дэвис             | поб.                      | Рэнди Коста (д)           | Сдача, удушающий приём (удушение сзади)    | 2     | 1:12  |                                                                         |

Комментарии
1. ↑  Холлоуэй проводил бой за временный титул чемпиона в лёгком весе будучи действующим чемпионом в полулёгком весе.
2. ↑  В 1-м раунде с Имадаева снято очко за удержание клетки.

## Награды
Следующие бойцы были удостоены денежного бонуса в $50,000:
- Лучший бой вечера: Дастин Пуарье vs. Макс Холлоуэй и Исраэль Адесанья vs. Келвин Гастелум
- Выступление вечера: Бонус не присвоен